# Liste der Naturdenkmale in Oldenburg (Oldb)
Die Liste der Naturdenkmale in Oldenburg (Oldb) enthält die Naturdenkmale der Stadt Oldenburg (Oldb) in Niedersachsen.
Am 31. Dezember 2016 gab es nach der Statistik des Niedersächsischen Landesbetrieb für Wasserwirtschaft, Küsten- und Naturschutz in der kreisfreien Stadt Oldenburg (Oldb) insgesamt 55 Naturdenkmale im Zuständigkeitsbereich der unteren Naturschutzbehörde.
Im Mai 2016 nannte die Webseite der Stadt Oldenburg 56 Naturdenkmale, von denen einige bereits nicht mehr vorhanden waren.

## Eversten
Im Gebiet des Stadtteils Eversten sind 13 Naturdenkmale verzeichnet.
| Bild            | Bezeichnung                       | Ort, Lage | Beschreibung              | Schutzzweck | Nummer  |
| --------------- | --------------------------------- | --- | ------------------------- | ----------- | ------- |
| BW              | 1 Linde 2 Linden 1 Buche 3 Linden | Hoyersgang 7 Hauptstraße 21 Straßenraum vor Hauptstraße 21 Straßenraum vor Hauptstraße 25 (53° 8′ 0,6″ N, 8° 12′ 0″ O) |                           |             | OL-S 04 |
| BW              | 1 Eibe                            | Hoyersgang 7 (53° 7′ 58,6″ N, 8° 12′ 0,3″ O)                                                                           |                           |             | OL-S 08 |
| BW              | 3 Eichen                          | Grünanlagen Ecke Grotepool/Rehweg (53° 9′ 1,8″ N, 8° 10′ 34,1″ O)                                                      |                           |             | OL-S 24 |
| BW              | 1 Blutbuche                       | Marschweg 120 (53° 7′ 28,3″ N, 8° 12′ 17,5″ O)                                                                         |                           |             | OL-S 29 |
| BW              | 1 Kastanie                        | Eichenstraße 17 (53° 8′ 5,4″ N, 8° 11′ 3,8″ O)                                                                         |                           |             | OL-S 32 |
| BW              | 1 Blutbuche                       | Kleiststraße 4 (53° 7′ 59,3″ N, 8° 12′ 1,2″ O)                                                                         |                           |             | OL-S 37 |
| BW              | Eichen                            | Straße Achterdiek und Hundsmühler Straße (53° 6′ 46,4″ N, 8° 11′ 39,1″ O)                                              |                           |             | OL-S 39 |
| Fotos hochladen | Eichenallee Drögen-Hasen-Weg      | ab Haus Nr. 61, 61a – 30 m vor Hörneweg (53° 9′ 3″ N, 8° 9′ 51,5″ O)                                                   |                           |             | OL-S 40 |
| BW              | 1 Buche                           | im Ziegelweg (53° 7′ 53,4″ N, 8° 8′ 58,6″ O)                                                                           | Baum nicht mehr vorhanden |             | OL-S 53 |
| BW              | 2 Blutbuchen                      | Hauptstraße (53° 8′ 2,9″ N, 8° 11′ 10,7″ O)                                                                            | Friedhof Eversten         |             | OL-S 60 |
| BW              | 1 Blutbuche                       | Bloher Kamp (53° 8′ 27,3″ N, 8° 8′ 57,2″ O)                                                                            |                           |             | OL-S 70 |
| BW              | 1 doppelstämmige Stieleiche       | Rohrdommelweg 7 (53° 7′ 32,1″ N, 8° 10′ 33″ O)                                                                         |                           |             | OL-S 72 |
| BW              | Gruppe von 3 alten Eichen         | Tannenkampstraße 18 (53° 8′ 7,2″ N, 8° 11′ 25,3″ O)                                                                    |                           |             | OL-S 74 |

## Ohmstede
Im Gebiet des Stadtteils Ohmstede sind 11 Naturdenkmale verzeichnet.
| Bild | Bezeichnung                           | Ort, Lage                                                                      | Beschreibung                                             | Schutzzweck | Nummer  |
| ---- | ------------------------------------- | ------------------------------------------------------------------------------ | -------------------------------------------------------- | ----------- | ------- |
| BW   | 1 Eiche                               | Loogenweg (53° 9′ 54,7″ N, 8° 15′ 48,9″ O)                                     | Nur noch der Stubben vorhanden, bleibt als ND geschützt. |             | OL-S 42 |
| BW   | 41 Eichen                             | Flur 31, Flurstück 74/4 (53° 11′ 25,8″ N, 8° 13′ 54,7″ O)                      |                                                          |             | OL-S 45 |
| BW   | 1 Eiche                               | Haselriege 47 (53° 10′ 51,3″ N, 8° 14′ 18,9″ O)                                |                                                          |             | OL-S 58 |
| BW   | 56 Eichen                             | Hellmskamp (53° 11′ 2,8″ N, 8° 15′ 7,8″ O)                                     |                                                          |             | OL-S 61 |
| BW   | Alter Baumbestand                     | Otterweg/Pfänderweg (53° 9′ 3,8″ N, 8° 14′ 40,3″ O)                            |                                                          |             | OL-S 63 |
| BW   | 72 Eichen                             | Ekernstraße und Nebenweg (53° 11′ 4,1″ N, 8° 14′ 8″ O)                         |                                                          |             | OL-S 64 |
| BW   | 1 Blutbuche                           | Butjadinger Straße 400 (53° 11′ 27,2″ N, 8° 14′ 35,6″ O)                       |                                                          |             | OL-S 65 |
| BW   | 51 Eichen Mittelkamp (Nordseite)      | (53° 11′ 20,7″ N, 8° 14′ 20,7″ O)                                              |                                                          |             | OL-S 66 |
| BW   | 1 Rotbuche                            | Donnerschweer Straße 215 (53° 9′ 6,9″ N, 8° 14′ 14,7″ O)                       |                                                          |             | OL-S 68 |
| BW   | 1 Eiche                               | Eßkamp 78 (53° 10′ 19″ N, 8° 12′ 56,2″ O)                                      |                                                          |             | OL-S 69 |
| BW   | Wintergrüne Eiche (Quercus x turneri) | Graf-Dietrich-Straße 15 / Ecke Beverbäkstraße (53° 9′ 11,7″ N, 8° 13′ 57,4″ O) |                                                          |             | OL-S 76 |

## Oldenburg
Im Gebiet der Gemarkung Oldenburg in Oldenburg (Oldenburg) sind 23 Naturdenkmale verzeichnet.
| Bild | Bezeichnung                              | Ort, Lage                                                                 | Beschreibung                                                                                   | Schutzzweck | Nummer  |
| ---- | ---------------------------------------- | ------------------------------------------------------------------------- | ---------------------------------------------------------------------------------------------- | ----------- | ------- |
| BW   | 1 Findling                               | Auguststraße 93 (53° 8′ 53,1″ N, 8° 12′ 5,9″ O)                           |                                                                                                |             | OL-S 06 |
| BW   | 1 Eiche                                  | Gertrudenkirchhof (53° 8′ 56,7″ N, 8° 12′ 52,3″ O)                        |                                                                                                |             | OL-S 12 |
| BW   | 1 Pyramideneiche                         | Gertrudenkirchhof (53° 9′ 2,8″ N, 8° 12′ 53,8″ O)                         |                                                                                                |             | OL-S 13 |
| BW   | 1 Vogtlandfichte                         | Gertrudenkirchhof (53° 9′ 2,9″ N, 8° 12′ 51,4″ O)                         |                                                                                                |             | OL-S 14 |
| BW   | 4 Eichen                                 | Straßenraum vor Ammergaustraße 145 (53° 9′ 29″ N, 8° 14′ 15,7″ O)         |                                                                                                |             | OL-S 15 |
| BW   | 1 Kastanie                               | Blumenstraße 3 (53° 8′ 40,8″ N, 8° 12′ 33,5″ O)                           |                                                                                                |             | OL-S 21 |
| BW   | 2 Eichen                                 | Bismarckstraße 33 (53° 8′ 9,2″ N, 8° 12′ 34,7″ O)                         |                                                                                                |             | OL-S 23 |
| BW   | 1 Eiche, 1 Rotbuche                      | Lindenallee 10 (53° 8′ 25,4″ N, 8° 12′ 17,8″ O)                           |                                                                                                |             | OL-S 26 |
| BW   | 1 Kastanie                               | Zeughausstraße 2 (53° 8′ 35,6″ N, 8° 12′ 12,2″ O)                         |                                                                                                |             | OL-S 31 |
| BW   | 1 Platane                                | Straßenraum vor Staugraben 11 (53° 8′ 35″ N, 8° 12′ 54,7″ O)              |                                                                                                |             | OL-S 33 |
| BW   | 1 Blutbuche                              | Zeughausstraße 8 (53° 8′ 35,8″ N, 8° 12′ 8,9″ O)                          |                                                                                                |             | OL-S 34 |
| BW   | 3 Eichen                                 | Cloppenburger Straße 9 (53° 7′ 51″ N, 8° 13′ 18,4″ O)                     |                                                                                                |             | OL-S 48 |
| BW   | 1 Blutbuche                              | Ziegelhofstraße 104 (53° 8′ 59″ N, 8° 12′ 8,2″ O)                         |                                                                                                |             | OL-S 49 |
| BW   | 1 Eiche                                  | Philosophenweg (53° 8′ 47,3″ N, 8° 11′ 53″ O)                             |                                                                                                |             | OL-S 50 |
| BW   | 1 Baumhasel                              | Kanalstraße 15 (53° 8′ 15,9″ N, 8° 13′ 21,7″ O)                           |                                                                                                |             | OL-S 54 |
| BW   | 1 Blutbuche                              | Ziegelhofstraße 91 (53° 8′ 55,3″ N, 8° 12′ 9,5″ O)                        | Schutzobjekt seit 1998 nicht mehr vorhanden.                                                   |             | OL-S 55 |
| BW   | 1 Platane                                | Theaterwall 34/36 (53° 8′ 25,9″ N, 8° 12′ 32,9″ O)                        |                                                                                                |             | OL-S 57 |
| BW   | 1 Blutbuche                              | Widukindstraße 1 (53° 9′ 25,8″ N, 8° 12′ 34,4″ O)                         |                                                                                                |             | OL-S 59 |
| BW   | 2 Blutbuchen                             | Paradewall (53° 8′ 13,4″ N, 8° 13′ 1,2″ O)                                |                                                                                                |             | OL-S 62 |
| BW   | 1 Eiche                                  | Gartenstraße 13 (53° 8′ 6,8″ N, 8° 12′ 36,1″ O)                           |                                                                                                |             | OL-S 71 |
| BW   | Altbaumbestand im Schlossgarten          | (53° 8′ 4,2″ N, 8° 12′ 36″ O)                                             | 4 Tulpenbäume, 2 Platanen, 2 Rotbuchen, 1 Mammutbaum, 2 Stieleichen, 2 Hainbuchen, 1 Blutbuche |             | OL-S 73 |
| BW   | Eiche mit einem Alter von ca. 300 Jahren | Nedderend 38 A (53° 9′ 32″ N, 8° 12′ 20,3″ O)                             |                                                                                                |             | OL-S 75 |
| BW   | Blutbuche (Fagus sylvatica f. purpurea)  | Hochhauser Straße 42 / Ecke Werbachstraße (53° 9′ 3,3″ N, 8° 12′ 25,4″ O) |                                                                                                |             | OL-S 77 |

## Osternburg
Im Gebiet des Stadtteils Osternburg sind 9 Naturdenkmale verzeichnet.
| Bild | Bezeichnung | Ort, Lage                                                              | Beschreibung | Schutzzweck | Nummer  |
| ---- | ----------- | ---------------------------------------------------------------------- | ------------ | ----------- | ------- |
| BW   | 1 Eiche     | Dragoner-Ehrenmal, Cloppenburger Straße (53° 7′ 52,2″ N, 8° 13′ 20″ O) |              |             | OL-S 02 |
| BW   | 1 Eiche     | Bremer Straße 42 (53° 7′ 50,2″ N, 8° 13′ 26,6″ O)                      |              |             | OL-S 20 |
| BW   | 1 Kastanie  | Stedinger Straße 78 (53° 8′ 8″ N, 8° 13′ 44,2″ O)                      |              |             | OL-S 27 |
| BW   | Eichenallee | Neuer Weg (53° 8′ 29,6″ N, 8° 16′ 29″ O)                               |              |             | OL-S 28 |
| BW   | 1 Buche     | Denkmalsweg (53° 5′ 38,8″ N, 8° 12′ 31,4″ O)                           |              |             | OL-S 30 |
| BW   | 1 Blutbuche | Nordstraße 2 (53° 8′ 16,4″ N, 8° 13′ 29,6″ O)                          |              |             | OL-S 36 |
| BW   | 1 Eiche     | Hasenweg (53° 7′ 48,4″ N, 8° 16′ 19,2″ O)                              |              |             | OL-S 41 |
| BW   | 1 Linde     | Müllersweg 4 (53° 7′ 6,9″ N, 8° 15′ 37,4″ O)                           |              |             | OL-S 44 |
| BW   | 1 Eiche     | Borchersweg 80 (53° 5′ 59,4″ N, 8° 16′ 25,4″ O)                        |              |             | OL-S 52 |